# Ủy ban Tài chính – Ngân sách của Quốc hội (Việt Nam)
Ủy ban Tài chính - Ngân sách Quốc hội là cơ quan giám sát về tình hình thực hiện dự toán ngân sách và một số vấn đề liên quan đến lĩnh vực tài chính – ngân sách của Quốc hội Việt Nam; xem xét việc thực hiện hoạch định tài chính của các địa phương.
Cơ quan tham vấn trong việc chỉnh sửa Luật, Nghị định, Nghị quyết liên quan đến Tài chính của Quốc hội và cơ quan Chính phủ.
Ủy ban thường cử đoàn công tác giám sát xuống địa phương để quản lý tài chính của địa phương.

## Chức năng và nhiệm vụ
Thẩm tra dự án luật , dự án pháp lệnh thuộc lĩnh vực tài chính, ngân sách và các dự án khác do Quốc hội, Uỷ ban thường vụ Quốc hội giao;
Chủ trì thẩm tra dự toán ngân sách nhà nước, phương án phân bổ ngân sách trung ương và tổng quyết toán ngân sách nhà nước;
Giám sát việc thực hiện luật, nghị quyết của Quốc hội, pháp lệnh, nghị quyết của Uỷ ban thường vụ Quốc hội thuộc lĩnh vực tài chính, ngân sách; giám sát hoạt động của Chính phủ, các bộ, cơ quan ngang bộ trong việc thực hiện dự toán ngân sách nhà nước và việc thực hiện chính sách tài chính, ngân sách;
Giám sát văn bản quy phạm pháp luật của Chính phủ, Thủ tướng Chính phủ, Bộ trưởng, Thủ trưởng cơ quan ngang bộ, văn bản quy phạm pháp luật liên tịch giữa các cơ quan nhà nước có thẩm quyền ở trung ương hoặc giữa cơ quan nhà nước có thẩm quyền với cơ quan trung ương của tổ chức chính trị – xã hội thuộc lĩnh vực Uỷ ban phụ trách;
Kiến nghị các vấn đề liên quan đến tổ chức, hoạt động của các cơ quan hữu quan và các vấn đề về tài chính, ngân sách.

## Danh sách Ủy viên

### Khóa XV
| Chức vụ              | Tên                | Ghi chú |
| -------------------- | ------------------ | --- |
| Chủ nhiệm            | khuyết             | |
| Phó Chủ nhiệm        | Nguyễn Hữu Toàn    | Ủy viên Ban Thường vụ Đảng ủy cơ quan Văn phòng Quốc hội Bí thư Chi bộ Tài chính, Ngân sách Phó Chủ tịch Nhóm Nghị sĩ hữu nghị Việt Nam – Nhật Bản. |
| Phó Chủ nhiệm        | Nguyễn Vân Chi     | Chủ tịch Nhóm Nghị sĩ hữu nghị Việt Nam – Cộng hòa Séc |
| Phó Chủ nhiệm        | Vũ Thị Lưu Mai     | Chủ tịch Nhóm Nghị sĩ hữu nghị Việt Nam – Thụy Sĩ |
| Phó Chủ nhiệm        | Nguyễn Thị Phú Hà  | Phó Chủ tịch Nhóm Nghị sĩ hữu nghị Việt Nam – Hoa Kỳ |
| Phó Chủ nhiệm        | Phạm Thuý Chinh    | Ủy viên Ban Chấp hành Công đoàn Viên chức Việt Nam Phó Chủ tịch Nhóm Nữ đại biểu Quốc hội Việt Nam Phó Chủ tịch Nhóm nghị sĩ hữu nghị Việt Nam - các nước ASEAN |
| Ủy viên Thường trực  | Vũ Tuấn Anh        | Phó Bí thư Chi bộ; Ủy viên Ban Thư ký của Quốc hội Phó Chủ tịch Nhóm Nghị sĩ hữu nghị Việt Nam – Ukraine |
| Ủy viên Thường trực  | Lê Hoàng Anh       | Ủy viên Ban Chấp hành Đảng bộ cơ quan Văn phòng Quốc hội Bí thư Chi bộ, Ủy viên Ban Thư ký Quốc hội Ủy viên Ban Chấp hành, Phó Trưởng ban chính sách - pháp luật Công đoàn cơ quan Văn phòng Quốc hội Phó Chủ tịch thường trực Liên đoàn Bóng rổ Việt Nam Ủy viên Ban Chấp hành, Trưởng Ban Kiểm tra Ủy ban Olympic Việt Nam Phó Chủ tịch Nhóm nghị sĩ hữu nghị Việt Nam- Thụy Điển. |
| Ủy viên Thường trực  | Trần Văn Lâm       | Phó Chủ tịch Nhóm Nghị sĩ hữu nghị Việt Nam – Mông Cổ |
| Ủy viên Thường trực  | Lê Minh Nam        | Phó Chủ tịch Nhóm Nghị sĩ hữu nghị Việt Nam – Bungary |
| Ủy viên chuyên trách | Nguyễn Thành Trung | Phó Chủ tịch Nhóm Nghị sĩ hữu nghị Việt Nam – Rumani |

### Khóa XIV
Chủ nhiệm:
- Nguyễn Đức Hải, Uỷ viên Uỷ ban Thường vụ Quốc hội [2][3]

Phó Chủ nhiệm:
1. Bùi Đặng Dũng, đại biểu Quốc hội tỉnh Kiên Giang
2. Nguyễn Hữu Quang, đại biểu Quốc hội tỉnh Thanh Hóa
3. Đinh Văn Nhã, đại biểu Quốc hội tỉnh Phú Yên
4. Nguyễn Hữu Toàn, đại biểu Quốc hội tỉnh Lai Châu

### Khóa XIII
Chủ nhiệm:
- Phùng Quốc Hiển, Uỷ viên Uỷ ban Thường vụ Quốc hội [4]

Phó Chủ nhiệm chuyên trách:
1. Bùi Đặng Dũng, đại biểu Quốc hội tỉnh Kiên Giang;
2. Đinh Trịnh Hải, đại biểu Quốc hội tỉnh Ninh Bình;
3. Đinh Văn Nhã, đại biểu Quốc hội tỉnh Phú Yên;
4. Trần Văn, đại biểu Quốc hội tỉnh Cà Mau.

## Chủ nhiệm qua các thời kỳ
| Thứ tự | Họ tên           | Thời gian              | Thời gian tại nhiệm | Quốc hội khóa           |
| ------ | ---------------- | ---------------------- | ------------------- | ----------------------- |
| 1      | Nguyễn Đức Kiên  | 12/8/2002 - 20/5/2007  | 4 năm, 281 ngày     | Quốc hội khóa XI        |
| 2      | Phùng Quốc Hiển  | 20/5/2007 - 5/4/2016   | 8 năm, 321 ngày     | Quốc hội khóa XII, XIII |
| 3      | Nguyễn Đức Hải   | 5/4/2016 - 21/7/2021   | 5 năm, 107 ngày     | Quốc hội khóa XIV       |
| 4      | Nguyễn Phú Cường | 21/7/2021 - 22/05/2023 | 1 năm, 305 ngày     | Quốc hội khóa XV        |
| 5      | Lê Quang Mạnh    | 22/05/2023 - nay       | 1 năm, 306 ngày     | Quốc hội khóa XV        |